# Museo de la Colegiata de Borja
El museo de la Colegiata de Borja es un museo en la ciudad aragonesa de Borja, dedicado al patrimonio religioso de la Colegiata de Santa María y otras iglesias de la localidad (la colegiata había acumulado los objetos de los cuatro conventos que existieron en Borja). Data de 2003, cuando la ciudad donó la antigua sede del Hospital Sancti Espíritus para permitir su exposición al público.

## Sede
El edificio, de 1560, fue obra de Juan de Langarica. Consta de tres plantas: baja, principal y falsa, con un mirador de arcos de medio punto del gusto de la época y un patio central. La estructura es de madera, sobre columnas que se creen obra de Guillaume de Brimbeuf. La fachada es de ladrillo y constaba originalmente de un alero que fue posteriormente retirado.
Como parte de la adecuación del edificio se añadió una nueva planta sobre la falsa y se arregló la fachada, instalándose un alero similar al original.

## Patrimonio
El museo incluye una sala dedicada a la música sacra de la colegiata, donde se conservan los cantorales de la iglesia y dos bajones. Se conserva también una escultura yacente de Gregorio de Messa, antiguamente ubicada en la ermita del Sepulcro y diversas pinturas y tablas de la colegiata, donde destacan las tablas góticas de mediados del siglo XV realizadas por los hermanos Nicolás y Martín Zahortiga que formaron parte del retablo mayor de la Colegiata de Santa María hasta el siglo XVII. Cierran la colección del museo los relicarios, cruces y demás ornamentos de la colegiata, distribuidas en las tres últimas salas.
- Datos: Q24941797